# Erik av Brandenburg
Erik av Brandenburg, tyska: Erich von Brandenburg, född omkring 1245, död 21 december 1295, var ärkebiskop av Magdeburg från 1283 till sin död. Han var son till markgreve Johan I av Brandenburg och prinsessan Sofie av Danmark och tillhörde därigenom huset Askanien.